# Ценогастроподи
Ценогастроподи (лат. Caenogastropoda) — група черевоногих молюсків, що об'єднує більшість морських і багатьох прісноводих равликів, а також невелика кількість прісноводих видів, що зберегли зябра. Поширені в усіх морях і океанах. Складають 60 відсотків загального числа молюсків. Розрізняють 115 родин.

## Класифікація
- Ряд ArchitaenioglossaHaller, 1890
  -     - Надродина AmpullarioideaJ.E. Gray, 1824
      - Родина Ampullariidae
      - Родина Viviparidae

    - Надродина CyclophoroideaJ.E. Gray, 1847
      - Родина Cyclophoridae
      - Родина Diplommatinidae
- Ряд SorbeoconchaPonder & Lindberg, 1997
  - Підряд DiscopodaP. Fischer, 1884
    - Надродина CampaniloideaDouvillé, 1904
      - Родина Campanilidae

    - Надродина CerithioideaFérussac, 1822
      - Родина Batillariidae
      - Родина Cerithiidae
      - Родина Litiopidae
      - Родина Melanopsidae
      - Родина Modulidae
      - Родина Pachychilidae
      - Родина Planaxidae
      - Родина Pleuroceridae
      - Родина Potamididae
      - Родина Scaliolidae
      - Родина Semisulcospiridae
      - Родина Thiaridae
      - Родина Turritellidae
- Ряд HypsogastropodaPonder & Lindberg, 1997
  - Інфраряд LittorinimorphaGolikov & Starobogatov, 1975
    - Надродина CalyptraeoideaLamarck, 1809
      - Родина Calyptraeidae

    - Надродина CapuloideaJ. Fleming, 1822
      - Родина Capulidae

    - Надродина CarinarioideaBlainville, 1818
      - Родина Carinariidae

    - Надродина CingulopsoideaFretter & Patil, 1958
    - Надродина Cypraeoidea Rafinesque, 1815
      - Родина Cypraeidae
      - Родина Lamellariidae

    - Надродина Ficoidea Meek, 1864
    - Надродина Laottierinoidea Warén & Bouchet, 1990
    - Надродина Littorinoidea (Children), 1834
      - Родина Littorinidae

    - Надродина Naticoidea Forbes, 1838
      - Родина Naticidae

    - Надродина Rissooidea J.E. Gray, 1847
      - Родина Amnicolidae
      - Родина Anabathridae
      - Родина Assimineidae
      - Родина Baicaliidae
      - Родина Benedictiidae
      - Родина Bithyniidae
      - Родина Cochliopidae
      - Родина Elachisinidae
      - Родина Emmericiidae
      - Родина Hydrobiidae
      - Родина Pomatiopsidae
      - Родина Rissoidae
      - Родина Stenothyridae
      - Родина Truncatellidae

    - Надродина Stromboidea Rafinesque, 1815
    - Надродина Tonnoidea Suter, 1913
      - Родина Cassidae
      - Родина Ficidae
      - Родина Tonnidae

    - Надродина Trivioidea Troschel, 1863
    - Надродина Vanikoroidea J.E. Gray, 1840
      - Родина Hipponicidae
      - Родина Vanikoridae

    - Надродина Velutinoidea J.E. Gray, 1840
      - Родина Velutinidae

    - Надродина Vermetoidea Rafinesque, 1815
      - Родина Vermetidae

    - Надродина Xenophoroidea Troschel, 1852

  - Інфраряд Ptenoglossa J.E. Gray, 1853
    - Надродина Eulimoidea Philippi, 1853
      - Родина Eulimidae

    - Надродина Janthinoidea Lamarck, 1812
      - Родина Epitoniidae
      - Родина Janthinidae

    - Надродина Triphoroidea J.E. Gray, 1847
      - Родина Cerithiopsidae

  - Інфраряд Neogastropoda Thiele, 1929
    - Надродина Buccinoidea
      - Родина Buccinidae
      - Родина Nassariidae

    - Надродина Cancellarioidea Forbes & Hanley, 1851
    - Надродина Conoidea Rafinesque, 1815
      - Родина Conidae

    - Надродина Muricoidea Rafinesque, 1815
      - Родина Muricidae